# José Joaquín de Herrera (município)
José Joaquín de Herrera é um município do estado de Guerrero, no México.